# Sinbad
 Denne artikel omhandler eventyrfiguren Sinbad. Opslagsordet har også en anden betydning, se Sinbad (entertainer).
Sinbad (Sinbad Søfareren eller Sindbad Søfareren) er navnet på en legendarisk sømand af mellemøstlig oprindelse, som oplever talrige fantastiske eventyr. Hans eventyr er led i Tusind og en Nat. I løbet af syv rejser gennem havene øst for Afrika og syd for Asien oplever han fantastiske eventyr i magiske riger, møder monstre og er vidne til overnaturlige fænomener.

## Film
Der er lavet mange film med Sinbad som figur, blandt andre følgende:
- Sinbads syvende rejse (The 7th Voyage of Sinbad) (1958)
- Sinbads gyldne rejse (The Golden Voyage of Sinbad) (1974)
- Sinbad og tigerens øje (Sinbad and the Eye of the Tiger) (1977)